# Antsalova musculus
Antsalova musculus är en fjärilsart som beskrevs av Sergius G. Kiriakoff 1960. Antsalova musculus ingår i släktet Antsalova och familjen tandspinnare. Inga underarter finns listade i Catalogue of Life.